# Галябарда Надія Володимирівна
Надія Володимирівна Галябарда (нар. 2 травня 1986, с. Чабарівка, нині Україна) — українська викладачка, громадсько-політична діячка. Голова Гусятинської РДА (від 30 січня 2020 до 26 лютого 2021).

## Життєпис
Надія Галябарда народилася 2 травня 1986 року у селі Чабарівці, нині Васильковецької громади Чортківського району Тернопільської области України.
Закінчила Тернопільський національний педагогічний університет імені Володимира Гнатюка. Працювала викладачем німецької мови в Тернопільському національному пердагогічному університеті, заступницею голови, головою (2020—2021) Гусятинської районної державної адміністрації.